# Světlahorsk
Světlahorsk (bělorusky Светлагорск, sʲvʲetɫaˈɣorsk Světlahorsk; rusky Светлогорск Světlogorsk), do roku 1961 Šacilki (bělorusky Шацілкі, rusky Шатилки Šatilki), je město v Homelské oblasti v Bělorusku. Leží na řece Berezině v Světlahorském rajónu, jehož je administrativním centrem. V roce 2010 zde žilo asi 70 tisíc obyvatel.

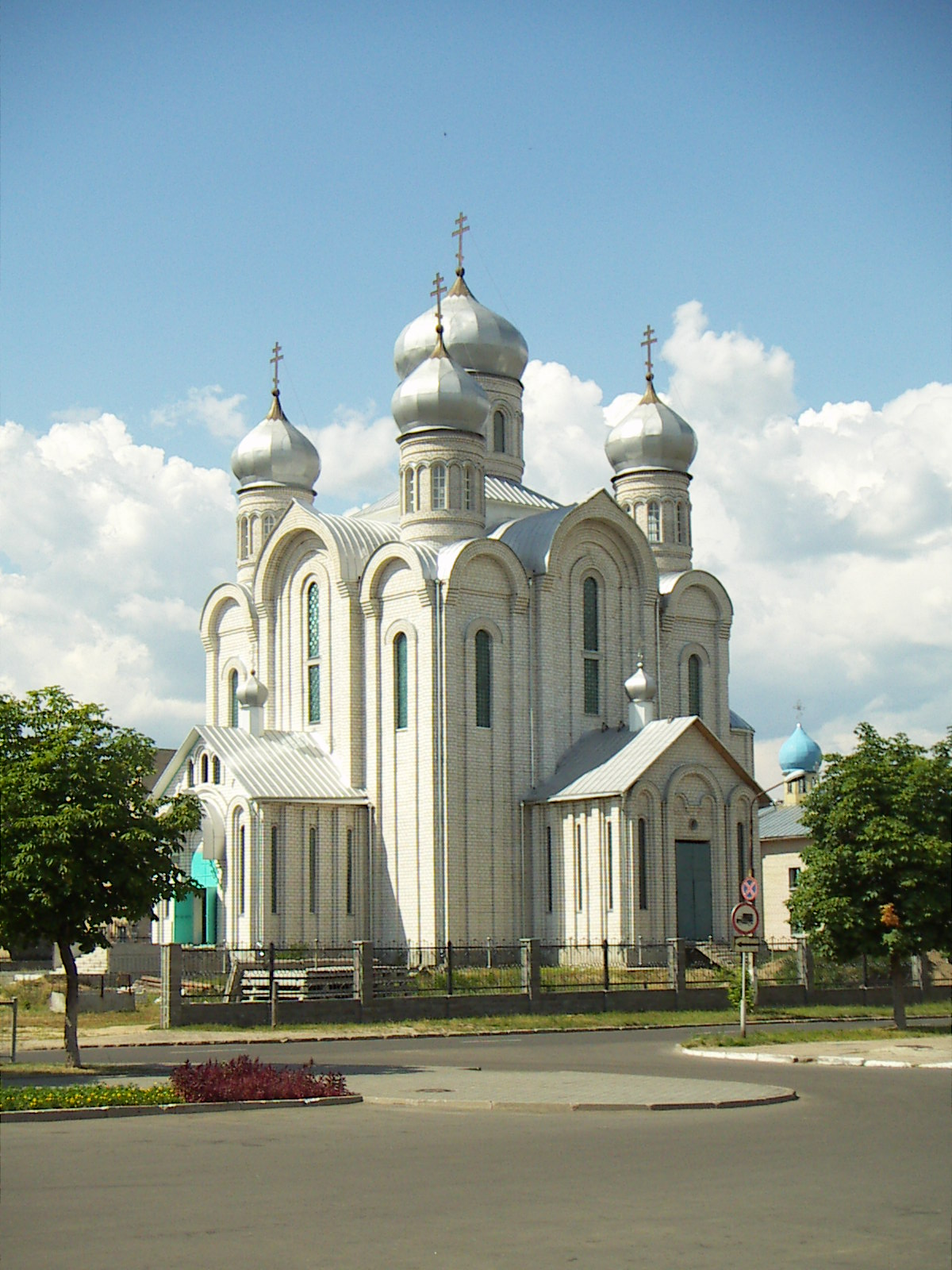
Pravoslavná katedrále ve Světlahorsku

Ve městě je železniční stanice na trati ze Žlobina do Kalinkavičy.

## Partnerská města a okruh
- město Obzor (Obština Nesebar, Burgaská oblast, Bulharsko)
- město Bielsk Podlaski (okres Bielsk, Podleské vojvodství, Polsko)
- město Ivantějevka (Moskevská oblast, Rusko)
- město Kommunar (Gatčinský rajón, Leningradská oblast, Rusko)
- město Kingisepp (Kingiseppský rajón, Leningradská oblast, Rusko)
- město Călărași (okres Călărași, Moldavsko)
- město Călărași (župa Călărași, Rumunsko)
- město Helmstedt (zemský okres Helmstedt, spolková republika Dolní Sasko, Německo)
- město Černuška (Černušinský rajón, Permský kraj, Rusko)
- distrikt Mendip (hrabství Somerset, region Jihozápadní Anglie, Anglie, Velká Británie)